# Dégustation maison
Dégustation maison est un court métrage français, réalisé par Sophie Tatischeff et sorti en 1978.
Il a remporté plusieurs prix, dont le César du meilleur court métrage de fiction en 1979.

## Synopsis
La pâtisserie d'un petit village est un lieu de rencontres très particulières pour les hommes qui viennent y assouvir leur passion.

## Fiche technique
- Réalisation : Sophie Tatischeff
- Lieu de tournage : Sainte-Sévère-sur-Indre[3]
- Montage : Joëlle Hache
- Son : Pierre Gamet
- Durée : 12 minutes
- Date de sortie : 1978

## Distribution
- Dominique Lavanant
- Gilberte Géniat

Une dizaine d'habitants du village de Sainte-Sévère-sur-Indre où avait été tourné le film Jour de fête de Jacques Tati, père de la réalisatrice, participent au tournage.

## Distinctions
- 1978 : César du meilleur court métrage de fiction